# Namdhari

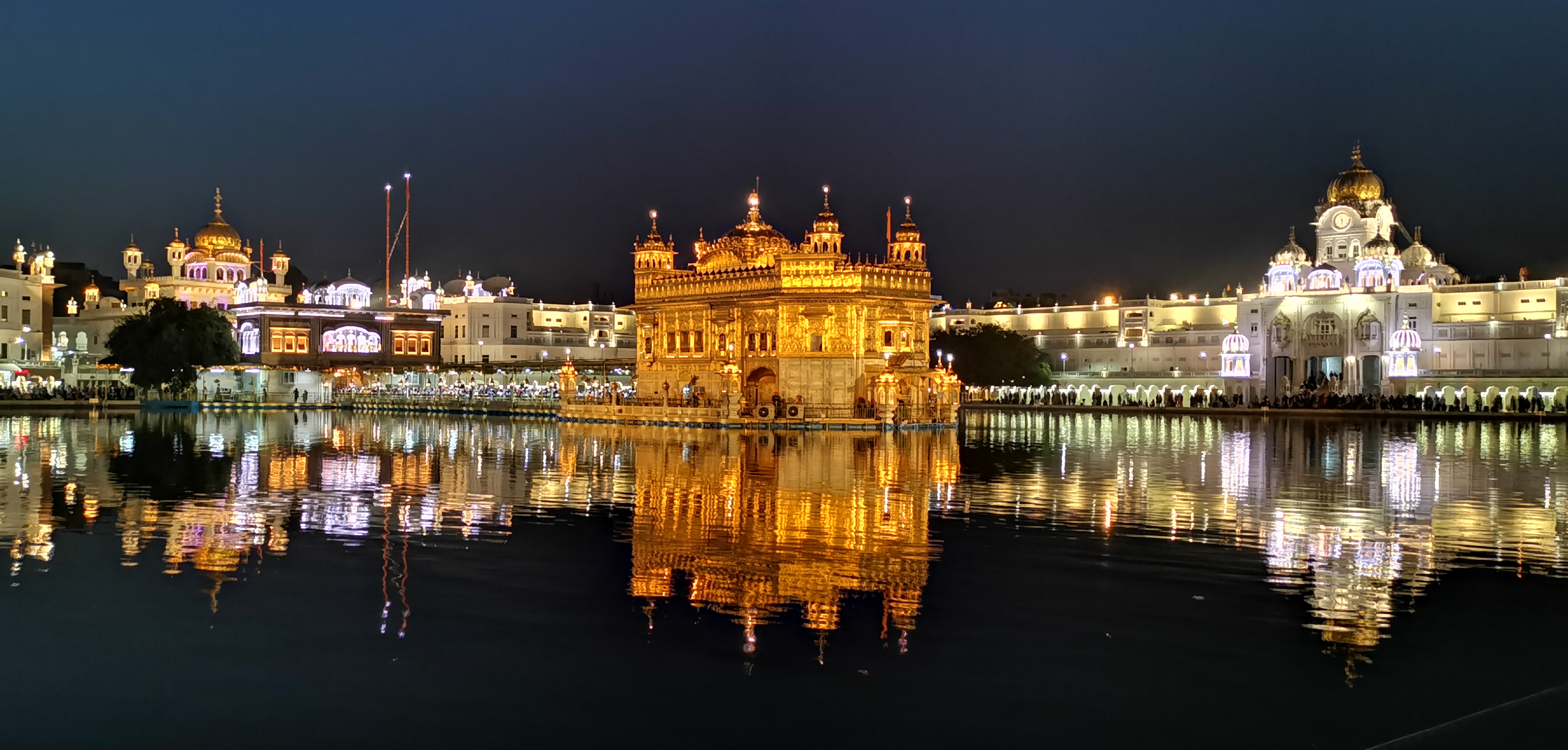
El Harmandir Sahib, conegut popularment com el Temple Daurat, és un santuari sagrat pels namdharis sikhs.

El Namdhari és un moviment religiós que es va formar a partir del sikhisme, una de les majors religions de l'Índia, i la novena, quant a nombre de creients del món. Els seguidors del namdharisme són anomenats namdharis. Malgrat que ells mateixos es consideren sikhs, no són acceptats per la comunitat sikh ortodoxa.

## Història

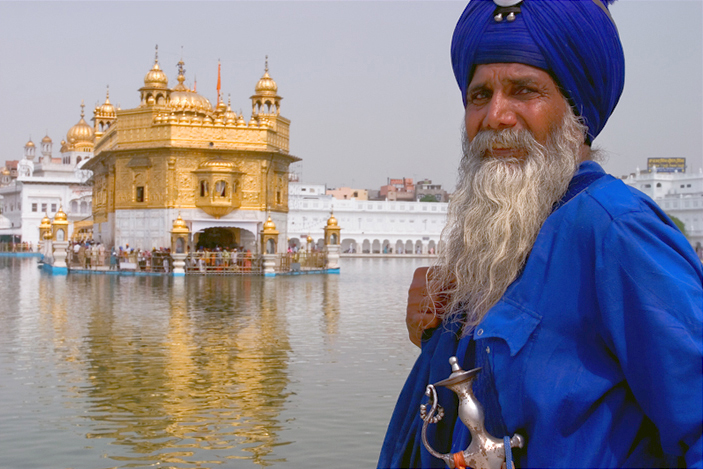
Un home sikh davant del Harmandir Sahib, també anomenat, el Temple Daurat.

El moviment namdhari va ser fundat en el segle xix per Baba Balak Singh i els seus devots. La doctrina estipula idees estrictes quant al règim alimentari, prohibint per exemple el consum de carns.
Els namdharis tenen com a creença que el seu darrer líder es troba actualment viu i es presentarà de nou.
Les persones que professen aquesta religió porten un turbant de color blanc i la utilització de collarets de comptes de llanes amb 108 nusos.
Els registres de l'Índia britànica enumeren les activitats extremistes dels sikhs namdharis durant la dècada de 1870. Mentre estaven a vegades aclamats com a moviment de resistència, les seves activitats van incloure atacs amb defuncions d'alguns líders musulmans en Amritsar i Ludhiana en 1871. Un grup de 66 sikhs namdharis van ser assassinats en 1872 per protestar contra els britànics. Actualment, existeix un monument en honor seu a Namdhari Shidi Smarg Malerkotla en el Panjab indi.